# Anthony Crosland

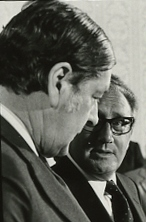
Anthony Crosland, 1976

Charles Anthony Raven Crosland (29 de agosto de 1918-19 de febrero de 1977) fue un político inglés. Ocupó varios cargos ministeriales en los sucesivos gobiernos laboristas de Harold Wilson y James Callaghan. Falleció después de sufrir una embolia cerebral a los 58 años de edad, menos de un año después de haber sido nombrado secretario de Estado para Relaciones Exteriores (Foreign Secretary). Al fallecer era, asimismo, el presidente de turno del Consejo de Ministros del entonces Mercado Común (CEE). En la última reunión con sus colegas europeos, poco antes de su muerte, había conseguido que estos firmaran una declaración en apoyo al proceso democrático español y el mes anterior, al ocupar la presidencia, Crosland había abogado por la inclusión de España, Grecia y Portugal en la CEE de «los nueve»:
«Al sostener las incipientes democracias en el momento más crucial de su evolución, las protegeremos contra sus enemigos de dentro y de fuera. Al menos en una parte del mundo podremos decir que la democracia es una flor llena de vida y no deshojada. Al menos en una parte del mundo, el totalitarismo, sea de derechas o de izquierdas, habrá sufrido un revés decisivo. La ampliación es una inversión en el futuro democrático de Europa y, a largo plazo, los beneficios serán ampliamente superiores a los costes». Anthony Crosland ante el Parlamento Europeo, Luxemburgo.
Crosland es considerado uno de los pensadores socialistas más importantes del Reino Unido de la posguerra, y su libro The Future of Socialism (1956) sigue siendo considerado una de las obras claves del socialismo democrático publicadas en el Reino Unido en el siglo XX.

## Biografía
Tras estudiar en el Highgate School, un public school de Londres, se licenció en Literatura Griega y Latín por el Trinity College de la Universidad de Oxford. Durante la Segunda Guerra Mundial se alistó en los Royal Welch Fusiliers, sirviendo en el norte de África y en Italia como paracaidista. Tras la guerra, Crosland volvió a Oxford para, en un solo año, licenciarse con honores en Filosofía, Ciencias Políticas y Económicas (PPE, por sus siglas en inglés). Durante su segunda estancia en Oxford, fue presidente del Democratic Socialist Club y del Oxford Union. De 1947 a 1950, fue profesor en Trinity, ocupando el fellowship dejado por su propio tutor, Robert Hall, quien había sido nombrado director del departamento económico del consejo de ministros.
Fue elegido diputado laborista en las elecciones generales de 1950 por South Gloucestershire (un distrito electoral del Reino Unido suprimido en 1983) y después por Grimsby (1959-1977).  Tras ocupar un par de altos cargos ministeriales en el gobierno de Harold Wilson, en 1965 Wilson le nombró ministro de Educación y Ciencias (Secretary of State for Education and Science).
Fue ministro de Industria y Comercio (President of the Board of Trade) de 1967 a 1969 y ministro de Gobierno Local y Planificación Regional (Secretary of State for Local Government and Regional Planning) hasta junio de 1970, tras la victoria del conservador Edward Heath en las elecciones generales de ese año.
Al regresar el Partido Laborista al gobierno en 1974, Crosland fue nombrado ministro del Medio Ambiente (Secretary of State for the Environment). Aunque se presentó como candidato para liderar el partido tras la dimisión de Wilson en 1976, el vencedor de las elecciones internas del partido, James Callaghan, le nombró secretario de Estado para Relaciones Exteriores (Foreign Secretary), cargo que ostentaba en el momento de su repentino fallecimiento a principios del año siguiente.

## Vida personal
En 1962, Crosland se casó con Hilary Sarson, divorciándose cinco años más tarde. En 1964, se casó con la periodista estadounidense afincada en Inglaterra, Susan Catling, también divorciada.
En 2014, en una biografía del también ministro laborista –amigo y futuro rival político de Crosland— Roy Jenkins (Roy Jenkins: a Well-Rounded Life, Jonathan Cape, 2014), su autor, John Campbell afirmó que Crosland y Jenkins mantuvieron una relación homosexual o homoerótica cuando ambos estudiaron en la Universidad de Oxford.

## Publicaciones
- 1956: The Future of Socialism (Jonathan Cape)
- 1962: The Conservative Enemy (London, Cape)
- 1974: Socialism Now, and Other Essays (London, Cape)